# 王植 (康熙進士)
王植（1684年—1769年），字櫰三，一作槐三。直隶深泽（今属河北）人，清朝政治人物。
康熙二十三年（1684年）出生。康熙六十年（1721年）進士，授廣东和平知县。調阳江，擢羅定州知州。雍正九年修成《罗定直隶州志》。历官九县三州，皆持正有声。乾隆元年经巡抚王安國保荐，特旨召见。起用为新会知縣。乾隆十二年（1747年）调任郯城知县，编修《郯城县志》。官至邳州知州。乾隆十四年（1749年），以老病告歸。乾隆三十四年（1769年）去世，終年八十六。著有《崇德堂集》八卷、《权衡一书》四十卷,《皇极经世书解》四卷等。